# Jiangyuan (köping i Kina)
Jiangyuan (kinesiska: 江源镇, 江源) är en köping i Kina. Den ligger i provinsen Sichuan, i den sydvästra delen av landet, omkring 28 kilometer väster om provinshuvudstaden Chengdu.
Genomsnittlig årsnederbörd är 1 318 millimeter. Den regnigaste månaden är juli, med i genomsnitt 377 mm nederbörd, och den torraste är december, med 11 mm nederbörd.